# Meg Partridge
Meg Partridge (* 1953) ist eine US-amerikanische Kamerafrau und Filmproduzentin. 
Partridge war in den späten 1980er Jahren bis Mitte der 1990er Jahre an mehreren Dokumentationen vor allem als Kamerafrau beteiligt. 1988 inszenierte sie den Kurzdokumentarfilm Portrait of Imogen, 1995 folgte mit Dorothea Lange: A Visual Life ihre zweite Inszenierung. Bei beiden war sie auch der Produktion beteiligt. 
Bei der Oscarverleihung 1989 war Partridge für ihr Porträt über die Fotografin Imogen Cunningham für den Oscar in der Kategorie Bester Dokumentar-Kurzfilm nominiert.
Partridge ist eine Enkelin von Imogen Cunningham, für die sie in ihrer Jugend auch als Assistentin tätig war. Partridge ist als Direktorin des 1975 eingerichteten Imogen Cunningham Trust tätig. Ferner führt sie das die Rondal Partridge Archive.